# Milan Lešnjak
Milan Lešnjak (en serbe cyrillique : Милан Лешњак, né le 9 septembre 1975 à Belgrade) est un joueur de football serbe, qui évoluait au poste de défenseur. Il a été repris dans l'équipe nationale espoirs de Yougoslavie au début des années 1990, mais n'a jamais pu franchir le pas vers l'équipe A. Il a mis un terme à sa carrière professionnelle en 2005.

## Palmarès
- 1 fois vainqueur de la Coupe de Yougoslavie en 1993 avec l'Étoile Rouge de Belgrade
- 1 fois Champion de Yougoslavie en 1998 avec Obilic Belgrade
- 1 fois vainqueur de la Coupe de Belgique en 2002 avec le FC Bruges
- 1 fois vainqueur de la Supercoupe de Belgique en 2002 avec le FC Bruges[1]

## Carrière entraineur
- 2013-sep. 2013 :  Napredak Krusevac
- mars 2016-sep. 2016 :  Cukaricki Stankom Belgrade
- fév. 2017-avr. 2017 :  FK Rudar Pljevlja
- août 2023-sep. 2023 :  Cukaricki Stankom Belgrade
- depuis avr. 2025 :  Cukaricki Stankom Belgrade